# Antti Kaikkonen

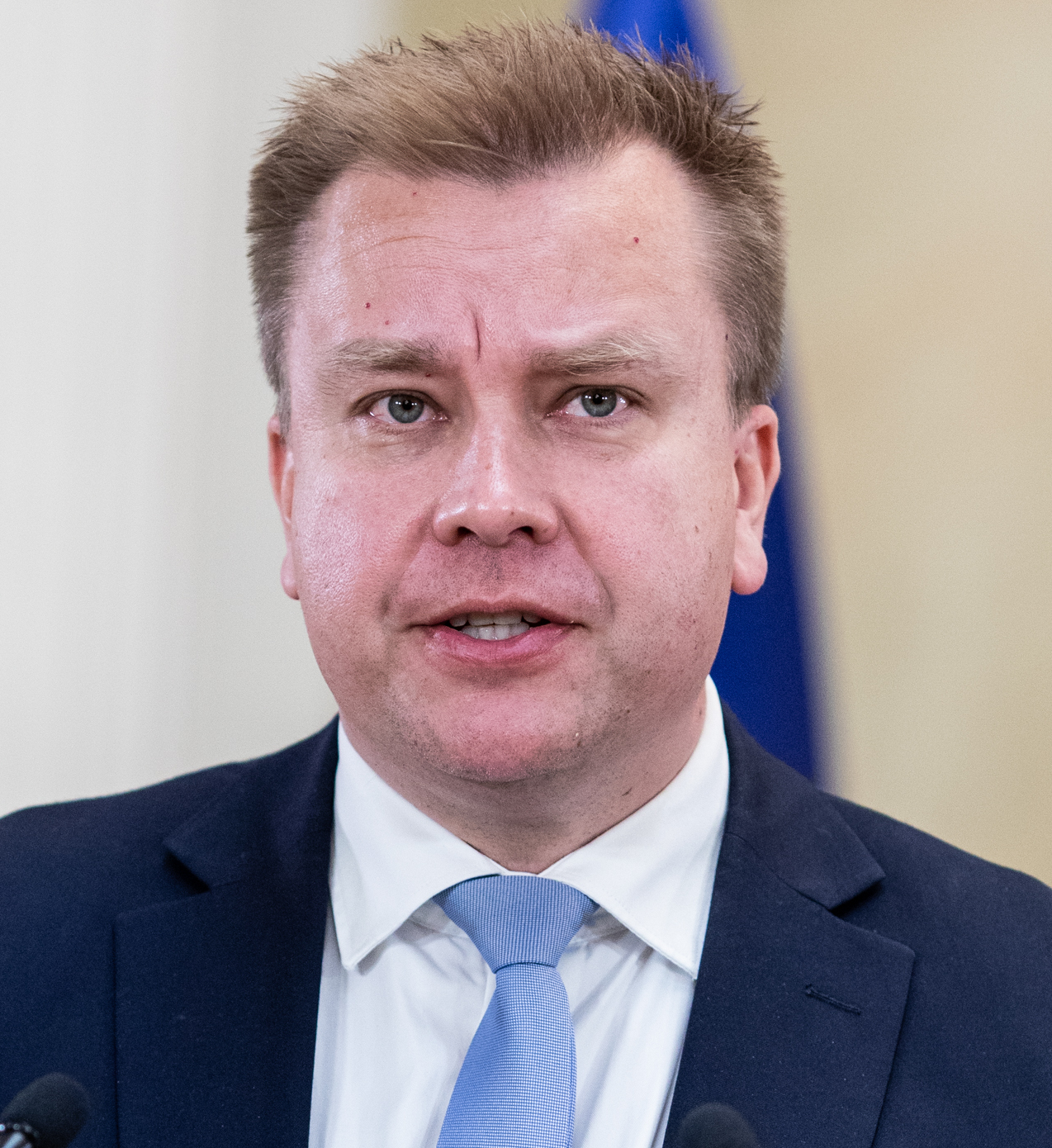
Antti Kaikkonen (2022)

Antti Samuli Kaikkonen (* 14. Februar 1974 in Turku) ist ein finnischer Politiker der Zentrumspartei. Am 6. Juni 2019 wurde Kaikkonen Verteidigungsminister im Kabinett Rinne, er übte dieses Amt 10. Dezember 2019 bis zum 20. Juni 2023 im Kabinett Marin weiter aus.

## Leben
Kaikkonen ist seit der Parlamentswahl 2003 als Abgeordneter für den Wahlkreis Uusimaa Mitglied des finnischen Parlaments. Im Jahr 2014 hat er an der Universität Helsinki einen Bachelor-Abschluss im Fach Politikwissenschaft erworben.
Kaikkonen ist seit 2021 in dritter Ehe verheiratet und seit 2020 Vater eines Sohnes.
Er hat seinen Wehrdienst bei einem Flugabwehrregiment geleistet und ist Hauptmann der Reserve.